# Flughafen Ziguinchor

i7
i11
i13
Der Flughafen Ziguinchor (französisch Aéroport de Ziguinchor, IATA-Code: ZIG, ICAO-Code: GOGG) ist ein Flughafen am südlichen Stadtrand von Ziguinchor in der Region Ziguinchor im Südwesten des Senegal.
Der Flughafen wird von der Regierung Senegals für die zivile Luftfahrt betrieben. Er liegt westlich der Nationalstraße N4 und rund drei Kilometer südlich des Stadtzentrums. Außenbezirke der Stadt sowie die Universität von Ziguinchor umrahmen das Flughafenareal von Süden her.
Die nationale Fluggesellschaft Air Sénégal bedient täglich die Verbindung Dakar-Blaise Diagne–Ziguinchor.